# Brdce (Vojnik, Slovenija)
Brdce je naselje u slovenskoj Općini Vojniku. Brdce se nalazi u pokrajini Štajerskoj i statističkoj regiji Savinjskoj. 

## Stanovništvo
Prema popisu stanovništva iz 2002. godine naselje je imalo 49 stanovnika.